# 단말 에뮬레이터 목록
아래는 단말 에뮬레이터의 목록이다.

## 문자 지향 터미널 에뮬레이터

### 리눅스
- 리눅스 콘솔

### X 윈도우 터미널
- gnome-terminal - 그놈의 기본 터미널
- guake - 그놈의 드롭다운 터미널
- konsole - KDE의 기본 터미널
- Rxvt

포크:
- rxvt-unicode - 유니코드 지원 rxvt 클론
- aterm (개발 중단, rxvt-unicode로 병합)
- Rxvt
- mrxvt - 다중 탭 rxvt 클론
- 인라이튼먼트

- xfce4-terminal - Xfce 데스크톱 환경의 기본 터미널
- 터미네이터
- 터미놀로지
- 틸다 - 드롭 다운 터미널
- Xterm - X 윈도 시스템의 기본 터미널
- Yakuake - (Yet Another Kuake)

### 명령 줄 인터페이스
- GNU Screen
- Minicom
- Tmux - GNU Screen과 유사한 기능 집합을 갖춘 터미널 멀티플렉서

### 마이크로소프트 윈도우
- 앱솔루트텔넷
- AlphaCom
- ConEmu
- HyperACCESS (상용) / HyperTerminal (윈도우 XP 이전에는 무료로 포함됨. 윈도우 비스타 이후에는 포함되지 않음)
- 인디고
- mintty - 시그윈 터미널
- PuTTY
- Xshell
- RUMBA
- SecureCRT
- 테라 텀
- TN3270 Plus
- TtyEmulator
- Win32 콘솔
- ZOC

### macOS
- 터미널 - 기본 macOS 터미널
- iTerm2
- Xterm
- MacWise
- SecureCRT
- SyncTERM
- 터미네이터
- ZOC
- ZTerm - 시리얼 라인 터미널

### 클래식 맥 OS
- 맥터미널
- 레드 라이더
- ZTerm

### 아미가
- NComm

### MS-DOS
- 크로스토크
- ProComm
- Qmodem
- Telix
- 터미네이트

### 코모도어 8비트 머신
- CBterm/C64

## 블록 지향 단말 에뮬레이터

### 동축/Twinax연결
- RUMBA 3270 및 5250

### tn3270/tn5250
- TN3270 Plus
- ZOC

## 같이 보기
- 웹 기반 SSH